# 전국양곡상연합회
전국양곡상연합회는 양곡상 판매업의 건전한 발전과 양곡의 안정적 공급 및 양곡유통질서 확립을 목적으로 1986년 12월 29일 설립된 대한민국 농림수산식품부 소관의 사단법인이다.